# Microscopio elettronico a scansione ambientale

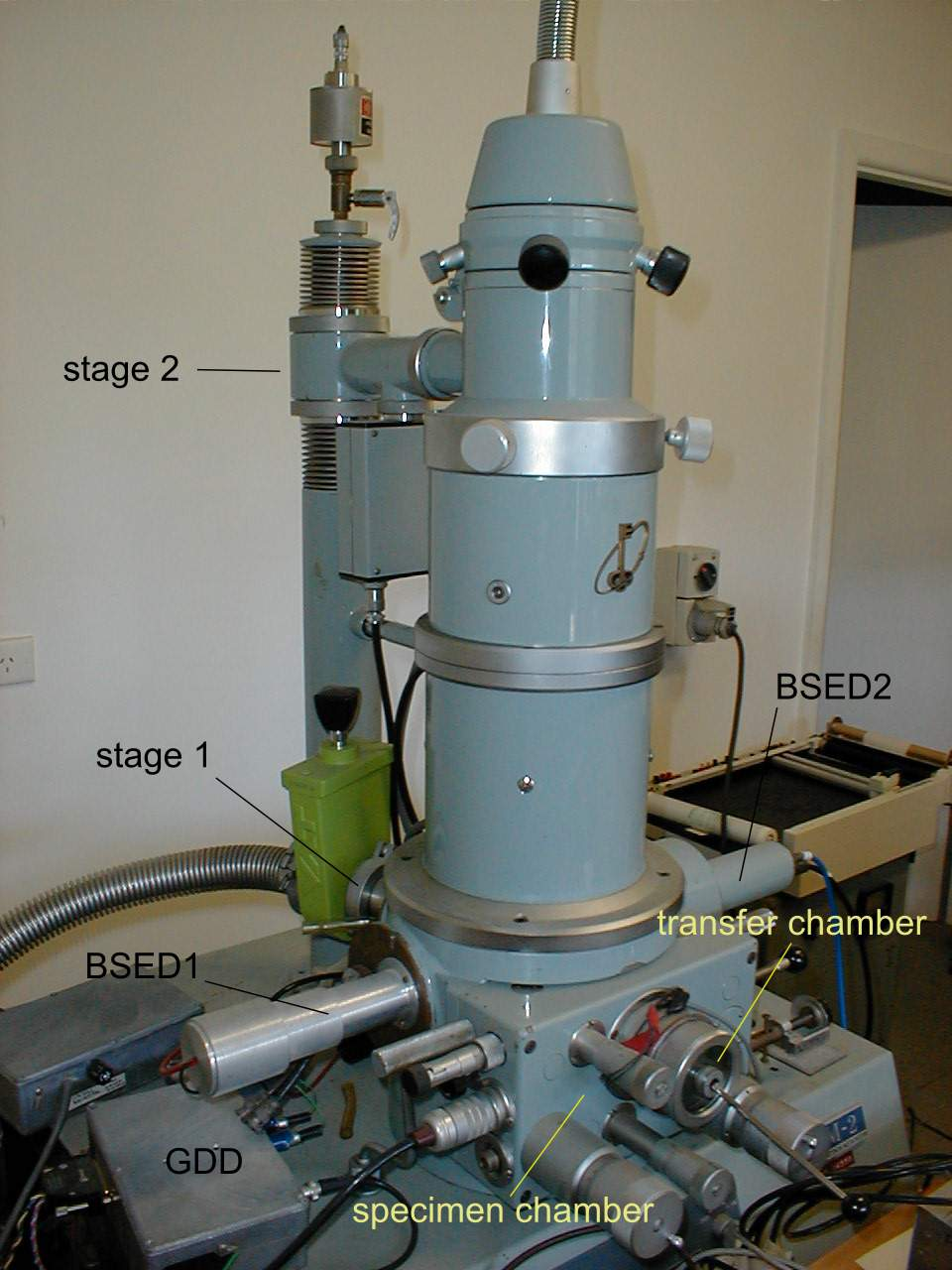
Il primo prototipo di microscopio elettronico a scansione ambientale

Il microscopio elettronico a scansione ambientale, comunemente indicato con l'acronimo ESEM dall'inglese Environmental Scanning Electron Microscope, è un tipo di microscopio elettronico a scansione.
Diversamente da un tipico microscopio elettronico a scansione permette di analizzare anche campioni biologici non metallizzati o isolanti e campioni bagnati o liquidi.